# Luciano Zuccoli
Luciano von Ingelheim gróf, írói nevén Luciano Zuccoli (Calprino, Svájc, 1868. december 5. – Párizs, 1929. november 29.) olasz regényíró és újságíró. 

## Életpályája
Arisztokrata családból származott. Kezdetben északolasz újságok munkatársa volt, később a Corriere della Sera c. lap tudósítója lett hosszabb időre. Több évig élt Párizsban. Gabriele D’Annunzio hatására kezdte el írói pályafutását, első regényein felfedezhetőek a verizmus hatásai (Roberta, II designato), később az arisztokratikus társadalom életét ábrázolta (L’amore di Loredana). 1923-ban részt vett a líbiai hadjáratban és az ott szerzett benyomásait előbb Dieci giorni di guerra coloniale ('Tíz nap gyarmati háború', 1923) c. cikkben tette közzé, majd részletesebben a Kif Tebbi (ford. Balla Ignác) című regényében írta meg. 

## Műveiből
- La freccia nel fianco ('A nyíl, amely eltalálta az oldalát', 1913)
- Il vero gentiluomo (ford. Balla Ignác, Az igazi dzsentlmen, tréfa egy felvonásban)
- Per la tua bocca (ford. Komor Zoltán, Hát így történt, 1925)
- Kif Tebbi (ford. Balla Ignác)